# Italian Chapel

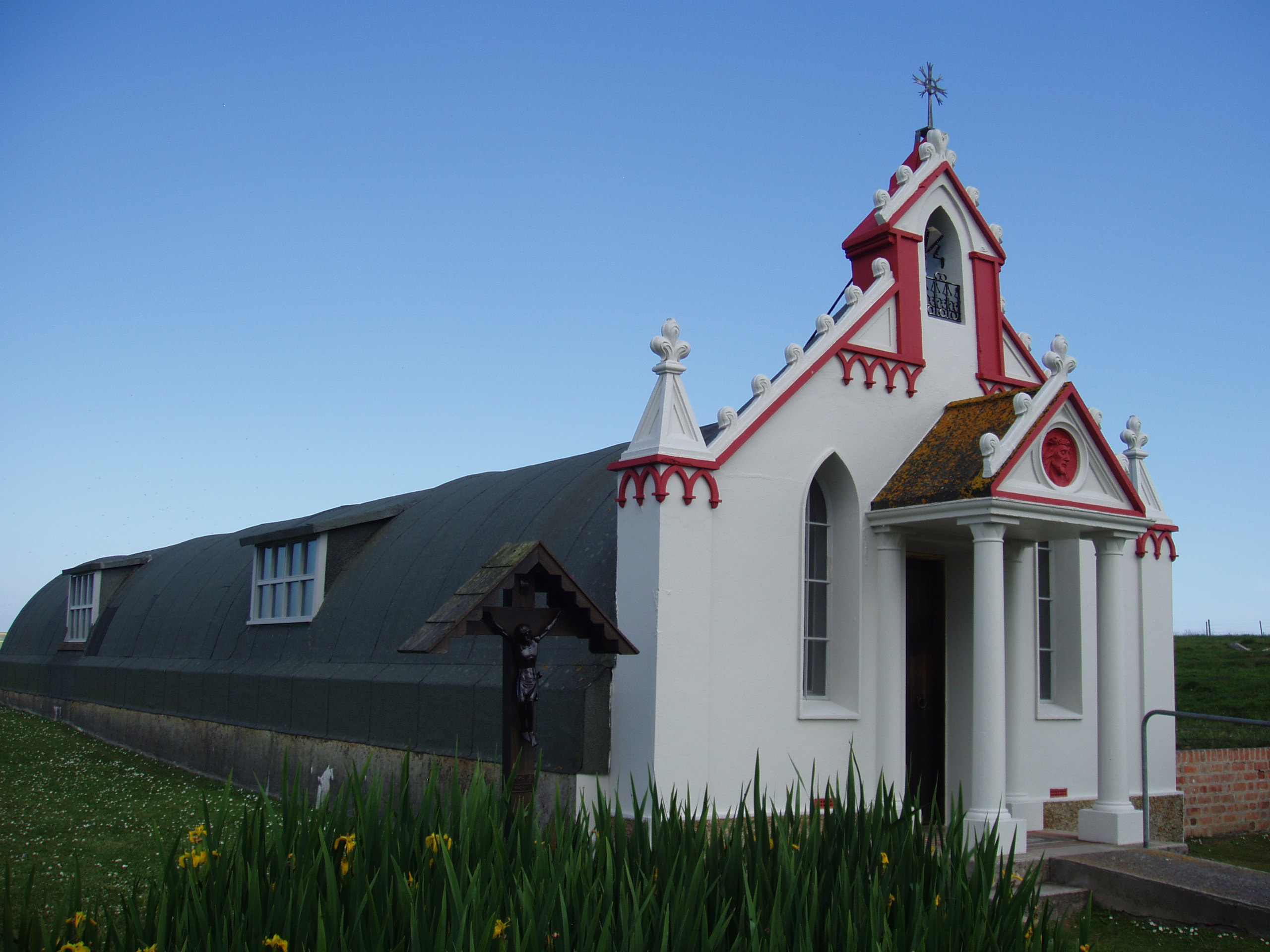
Italian Chapel

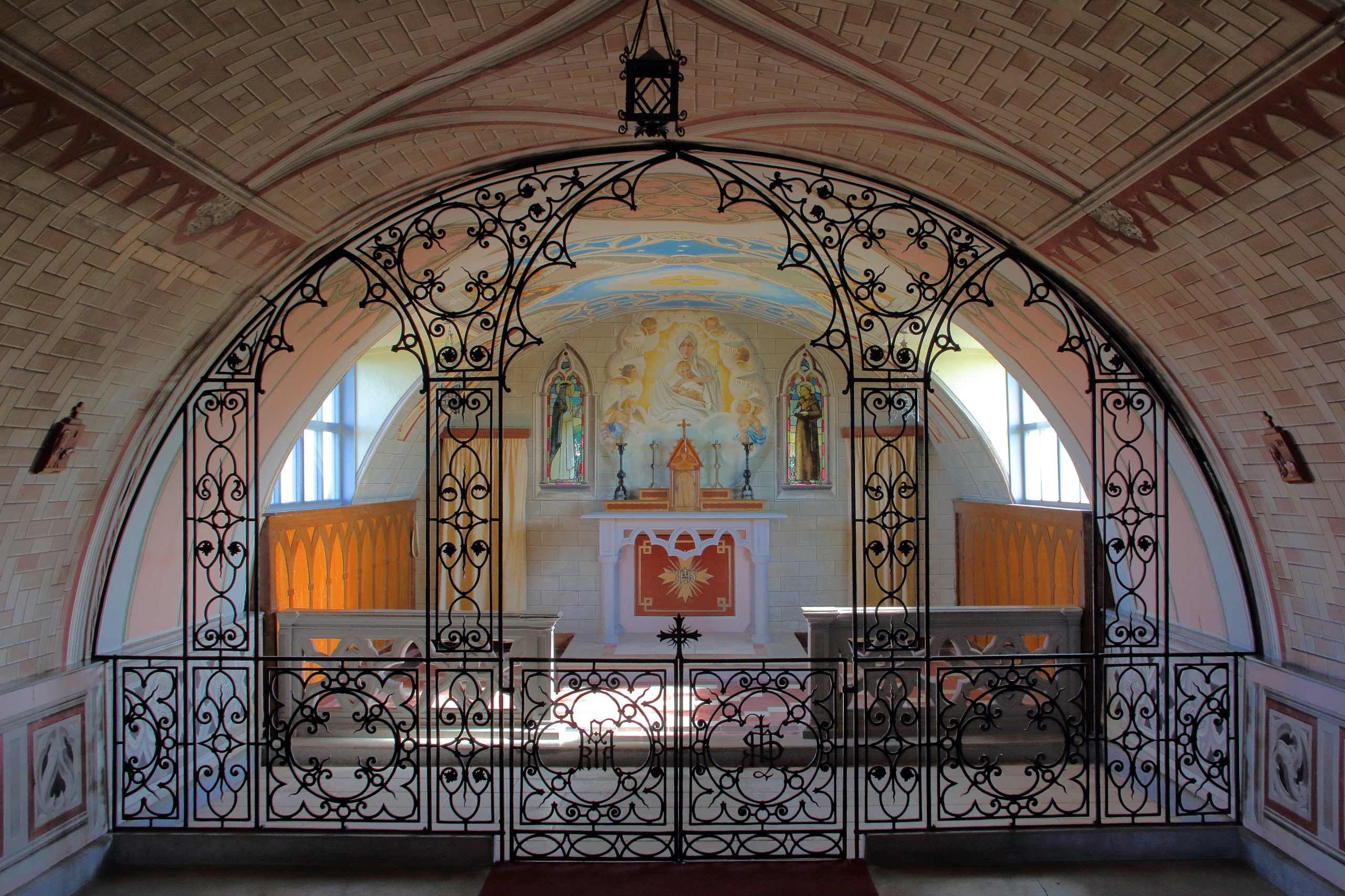
Italian Chapel – Altarraum

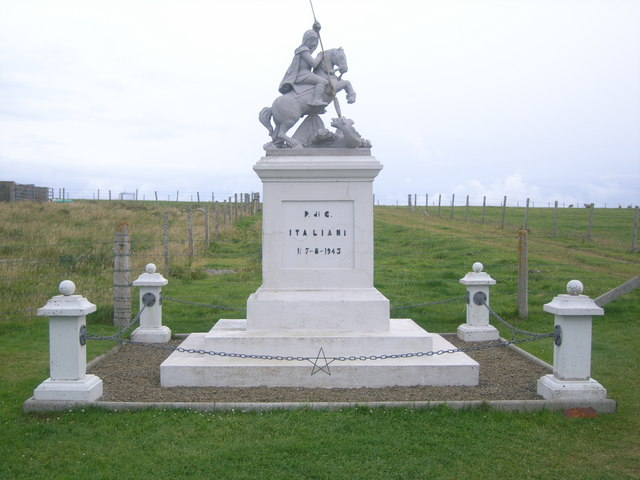
Statue von Georg dem Drachentöter

Die Italian Chapel („italienische Kapelle“) ist ein römisch-katholisches Kirchengebäude auf der schottischen Orkneyinsel Lamb Holm. 1987 wurde das Bauwerk in die schottischen Denkmallisten in der höchsten Kategorie A aufgenommen.

## Geschichte
Im sogenannten Camp 60 waren während des Zweiten Weltkriegs italienische Kriegsgefangene auf Lamb Holm interniert, um am Bau der Churchill Barriers mitzuwirken. Die Gefangenen fertigten eine Statue des Heiligen Georg, dem Drachentöter an. Angetrieben durch einen italienischen Geistlichen und mit Genehmigung des Lagerkommandanten wurde ab 1942 eine Kapelle errichtet. Domenico Chiocchetti leitete die 1944 fertiggestellten Arbeiten. Nach Auflösung des Lagers verblieb das Gebäude ungenutzt und sein Zustand verschlechterte sich. 1958 wurde Chiocchetti in Moena lokalisiert und in Zusammenarbeit mit lokalen Handwerkern ab 1960 zur Restaurierung auf die Orkneyinseln eingeladen. Seine Heimatgemeinde stiftete 1961 die Jesusfigur rechts des Eingangs. Chiocchettis Frau Maria stiftete bei einem Besuch 1964 14 geschnitzte Holztafeln mit den Kreuzwegstationen. 1992, 50 Jahre nach Baubeginn, hielten die ehemaligen Gefangenen eine gemeinsame Messe in der Kapelle.

## Beschreibung
Die Kapelle befindet sich an der Nordküste der Insel nahe dem Straßendamm zwischen Mainland und Lamb Holm, dem ersten Bauabschnitt der Churchill Barriers. Sie besteht aus zwei zusammengefügten Nissenhütten mit einer vorgesetzten Fassade. Dorische Säulen tragen den Dreiecksgiebel. Darüber ist die Glocke aufgehängt, die durch eine gusseiserne Balustrade eingefasst wird. Ein gusseisernes Keltenkreuz ziert den Giebel. Beiderseits des Eingangsbereiches sind Spitzbogenfenster angeordnet.